# Dents d'Ambin
De Dents d'Ambin is een berg in de Franse Alpen, niet ver van de Italiaanse grens. De bergtop is 3372 meter hoog en maakt met onder meer de Rognosa d'Etiache en de Mont d'Ambin deel uit van de Ambingroep. Onder deze berg wordt al vanaf 2002 aan de Mont d'Ambin-basistunnel gewerkt om een snellere spoorverbinding tussen Lyon en Turijn mogelijk te maken (gegevens 2017).

## Morfologie
De berg heeft drie karakteristieke "tanden":
- De noordelijke tand – 3.365 m
- De centrale tand – 3.353 m
- De zuidelijke tand – 3.372 m

De toppen zijn net iets lager dan de naburige Mont d'Ambin (Rocca d'Ambin in het Italiaans). Vanuit de vallei van Susa zijn de drie pieken duidelijk zichtbaar. Vanuit het noorden (bij de Col du Petit Mont-Cenis) zijn ze als één tand zichtbaar.

## Beklimming
In 1875 trachtten verschillende groepen alpinisten als eerste de top van de Dents d'Ambin te bereiken. Men trachtte de noordelijke tand te beklimmen aangezien men dacht dat dit de hoogste en de moeilijkste van de drie was. De winnaar van de wedstrijd was Martino Baretti die op 10 augustus 1875 de noordelijke top beklom met de gidsen Augusto, Francesco en Giuseppe Sibille.
De zuidelijke tand werd op 14 juli 1884 beklommen door John Gerra met de gidsen Edoardo en Francesco Sibille.

## Geologie en geografie
De Ambingroep (tussen de Col d'Étache en het Mont-Cenismeer) ligt op kristallijne sokkel, voornamelijk bestaande uit relatief recent metamorf gesteente.
De Ambingroep bevindt zich ten zuidwesten van het massief van de Grand Mont-Cenis met de Pointe de Ronce als hoogste top.
In de Franse classificatie maakt de Ambingroep, tezamen met de groepen van Scolette, Petit Mont-Cenis en Grand Mont-Cenis deel uit van het ruimere Mont-Cenismassief. De Italiaanse SOIUSA-classificatie legt de grens tussen Cottische Alpen en de Grajische Alpen echter de Col du Mont-Cenis. In deze classificatie maakt de Ambingroep deel uit van de Alpi del Moncenisio of Noordelijke Cottische Alpen.

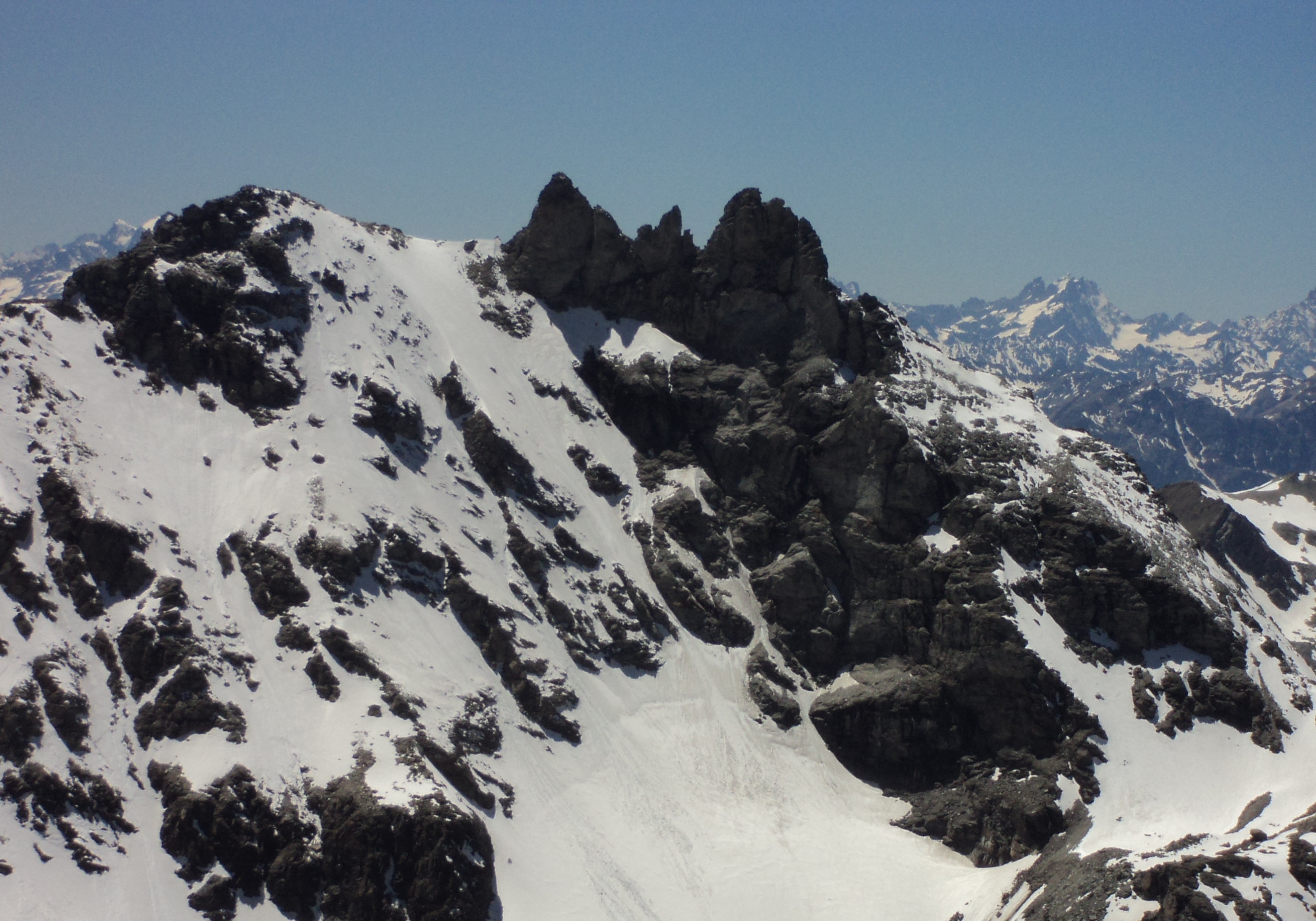
Dents d'Ambin vanaf de Mont Giusalet
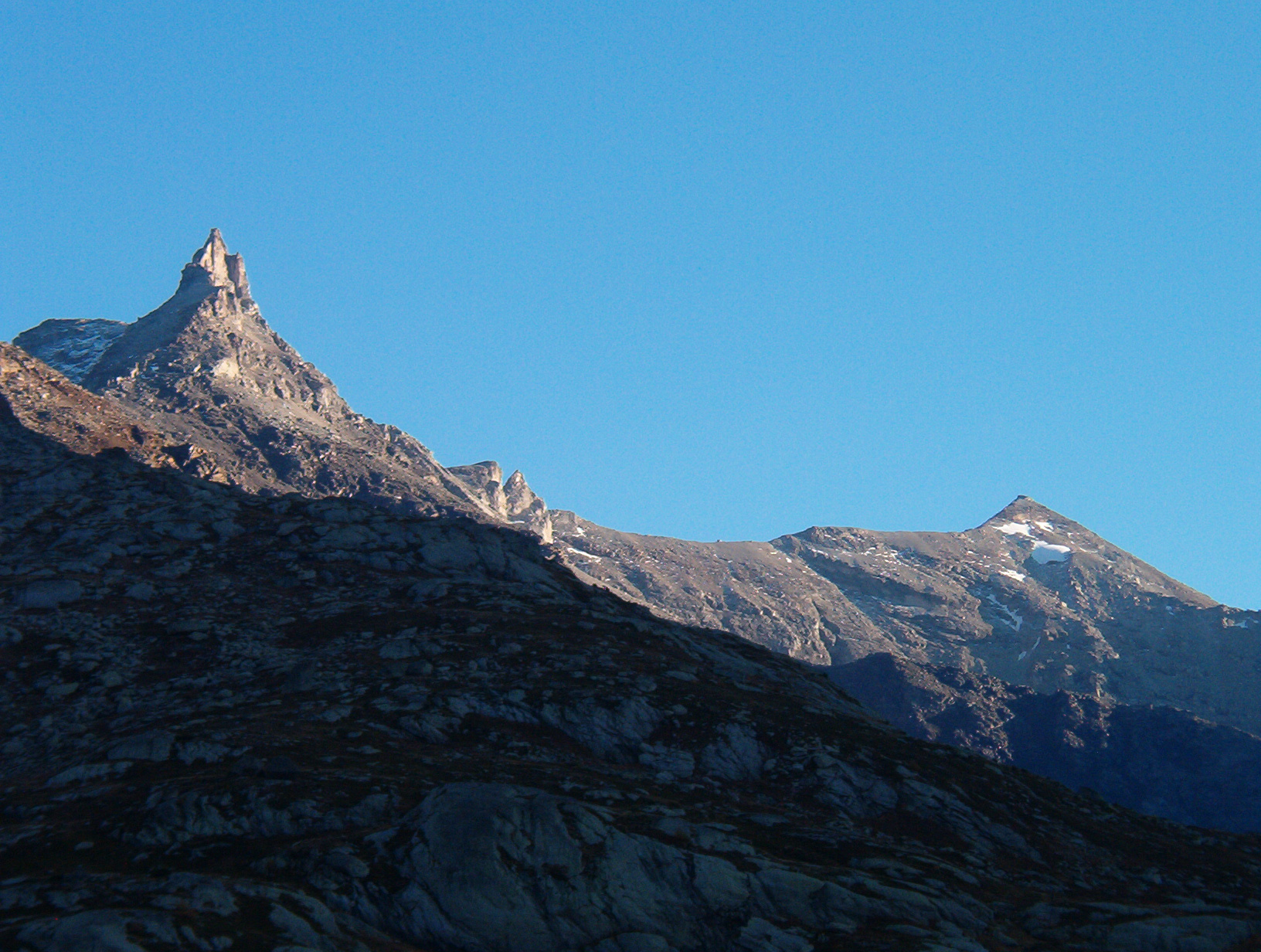
Dents d'Ambin (links) en Mont d'Ambin (rechts)